# 結まきな
結 まきな（ゆい まきな、1998年11月3日 - ）は、日本のAV女優。ルーセントプロダクション所属。

## 略歴
2017年8月、プレステージ専属女優としてAVデビュー。
2018年2月21日、元AV女優の並木優プロデュースで、同じAV女優の瀬名きらりとアイドルユニット「ロリィタ白昼夢RH」を結成しCDデビュー。

## 人物
山梨県出身。
趣味はアニメ・人形集め、特技はタイピング。
初オナニーは小学4年の時。
15歳の時に本屋で人生初のナンパをされた21歳の大学生と初体験。
バイセクシャルを公言しており、16歳の時にある男性から「女性同士でするところを見てみたい」と言われ初めて女性とのセックスを体験してはまってしまったと話している。
AV女優となったきかけはAVを一つのプレイと捉え、これまでにない刺激的な経験をしたいと思ったから。また別のインタビューでは、AV女優は可愛くて憧れの存在だったので（自分も）なりたいと思い、知り合いにプロダクションを紹介してもらったと答えている。
AVデビュー前にツイッターのフォロワーが1万人を超え「本業はツイッタラー」とも言われている。

## 出演作品

### アダルトDVD
2017年
- 新人 プレステージ専属デビュー（8月4日、プレステージ）
- 女子マネージャーは、僕達の性処理ペット。 026（9月1日、プレステージ）
- シロウトTV×PRESTIGE PREMIUM 28（9月29日、プレステージ）※「まきな」名義
- 新・絶対的美少女、お貸しします。 ACT.76（10月6日、プレステージ）
- ボクを好き過ぎるボクだけの従順ペット 6（11月3日、プレステージ）
- 人生初・トランス状態 激イキ絶頂セックス 41（12月1日、プレステージ）

2018年
- ラッキースケベ 4（1月12日、プレステージ）
- なまなかだし 21（2月9日、プレステージ）
- 神イカせ 03 完全ガチ拘束強制アクメ（3月2日、プレステージ）
- 本番オーケー!? 噂の裏ピンサロ 01（4月13日、プレステージ）
- エンドレスセックス ACT.09（5月11日、プレステージ）
- 極尻 1 結まきなの絶頂お尻エッチ3本番!!!!! 驚愕2穴（6月1日、プレステージ）
- 近親相姦シリーズ No.003 ボクの妹・結まきなとエッチなふたりぐらし（7月13日、プレステージ）
- 風俗とは無縁の高学歴お嬢様女子大生の皆さん! デカチン童貞君とヌルヌル素股ソープ体験してみませんか? 極小ビキニでおっぱいポロリ泡泡洗体、密着ディープキス混浴、ローションマット素股のフルコーススペシャル! ピンクのワレメにつるんっと入ってドピュっと中出し! イってるとこにさらに追撃ピストン連続中出し編（10月26日、赤面女子）
- 風俗嬢レズビアン ソープ嬢No.1の人気とプライドを賭けたシナリオレズバトル!!（12月7日、ビビアン）
- ぶっかけできるインターンシップ女子大生、お届けします。 1（12月14日、S級素人）※「Y･M」名義

2019年
- 両親が帰ってきてもピストンをやめない絶倫兄に中出しされまくる妹（2月13日、アリスJAPAN）
- SEXに悩みを持つ妹は睡眠薬で僕を眠らせ…目を覚ますと妹がチ●ポに跨り騎乗位でイキまくってる途中!!しかも中出し済!? 妹の有り余る性欲に理性が保てず連続中出しが止まらない!!（2月15日、DOC）
- ツインテールミニスカニーハイ美少女中出し性交（2月22日、TMA）
- 文系美少女 飛びっ子パンツ履いて小説朗読できたら10万円! 思わず潮吹き!失禁!激発情! 中出しSEX大満足でお帰り…（4月15日、ピーターズ）
- Anal Device Bondage XIV 鉄拘束アナル拷問（5月2日、グローリークエスト）
- 催眠アプリで肉体操作&完全征服! 超H化した女子校生と禁断中出しSEX 義父と反抗期娘×叔父と姪×童貞男とお嬢様（5月15日、ロータス）
- 超ツンデレ妹のオラオラ童貞筆下ろし（6月6日、MILK）
- 顔出し!女子大生限定 ザ・マジックミラー徹底検証! 男女の友情は成立する!? 友達関係のリアル素人大学生が日本一エロ〜い車の中で二人っきり 人生初の真正中出しスペシャル! in池袋 11 2枚組8本番!（6月7日、ディープス）
- いくらでラブホ!? 素人美女はいくら払えば即ラブホOKなのか。 ナンパ検証してみた!! 06（6月7日、プレステージ）
- W奴隷 調教済（7月4日、グローリークエスト）
- SOD女子社員 噴射式2穴交互挿入 アクメ自転車がイクッ! 新車発表会の実験台となりイキまくった、2名の女子社員（9月21日、SODクリエイト）※「星野優衣香」名義
- 新放課後美少女回春リフレクソロジー+ Vol.027（10月11日、宇宙企画）※「MAKI」名義
- リアル素人ガチナンパ! 貴方よりHな友達紹介してください! in六本木 芸能人友達の輪スペシャル（10月25日、赤面女子）※「まき」名義
- 就職活動女子大生 生中出し面接 Vol.007（11月8日、S級素人）※「まき」名義
- 現役ダンス部所属の美少女をモニタリング! 腰振りトゥワークダンスで高額賞金をGETできるのか!? プリプリお尻揺れまくり♪ 搾り取り騎乗位 VOL.001（11月8日、S級素人）
- 制服待ち合わせデリヘル 素股中にヌルっと挿入 そのまま生中出し Vol.006（11月8日、BAZOOKA）※「まき」名義
- ガチナンパ! 町田発! 「イッてるけど抜かないで!!」 何度もイキたがる女子大生が自ら腰振り連続絶頂!! 134イキ!15発射!（11月15日、ナンパーズ）
- イマドキ☆ぐうかわギャル女子●生 VOL.009（11月22日、BAZOOKA）※「まき」名義

2020年
- ヤリマンビッチな僕の教え子のエッチな誘惑に耐えられるはずない件 Vol.001（1月3日、ONEZ）※「MAKI」名義
- 素人ヘアヌード大図鑑 〜現役モデル編（3月13日、S級素人）

### アダルトVR
2018年
- アナルレズ 可憐な女の子の穴という穴を指と舌で犯す（9月5日、SODクリエイト）
- 下校中、突然ゲリラ豪雨でビショ濡れになった女子校生2人に連続生中出しSEX（11月13日、ケイ・エム・プロデュース）
- ライブチャットVR 期待の過激すぎる新星☆ま@きーなちゃん☆♪が生中出しSEX!!（11月22日、KMPVR-bibi-）※「ま@きーな」名義
- 僕の家に数日間泊まってる親戚のお姉ちゃん達が僕を実験台に両サイドから耳元でたっぷり濃厚淫語でめちゃめちゃ!はぁはぁ!くちゅくちゅ!ペロペロ!してくる夢のハーレム中出しSEX（12月23日、ケイ・エム・プロデュース）
- 女子校生姉妹二人に恋した僕は妹の部屋で毎日日替わり生中出しセックス（12月28日、ケイ・エム・プロデュース）

2019年
- ツインテールニーハイソックスパンチラ挑発美少女中出し性交（3月28日、TMA）
- 地方都市のおっパブはALL TIMEこっそり本番OK!! エロくて性格が良い地方おっパブ嬢に精子が枯れるまで抜かれまくり!ラッキー中出しVR!!（6月4日、変態紳士倶楽部）
- こんなん流出拡散されたらBAN確定ww 平和なライブチャット配信で突如聞こえるナマナマしい喘ぎ声とギシアン音 「あんっ…!あぁ…だめぇ…!はっ!ごめん、ごめん…!なんか回線が良くないみたいだね…」（10月23日、ブイワンVR）※「maki」名義

### イメージDVD
- まるごとまきな（2018年12月14日、デジプラン）

## CD
- BLUE PLAQUE（2018年2月21日、MILKY POP GENERATION） - 「ロリィタ白昼夢RH」として[8]。

## テレビ
- ケンコバのバコバコテレビ（2017年11月 - 2018年、サンテレビ）